# Prawo małżeńskie w Polsce
Prawo małżeńskie w Polsce – część polskiego prawa rodzinnego, regulująca zawarcie, ustanie, unieważnienie małżeństwa, prawa i obowiązki małżonków, jak również stosunki majątkowe między nimi.
W polskim prawie małżeństwo odwołuje się do małżeństwa jako trwałego, egalitarnego związku mężczyzny i kobiety powstałego z ich woli w sposób sformalizowany, określonego jako swoistą dwustronną czynność prawną zbliżoną do kategorii umów.

## Podstawy prawne
Według prawodawstwa w Polsce zawarcie małżeństwa następuje przez złożenie przez dwie osoby przeciwnej płci i stanu wolnego, zgodnego oświadczenia (przysięga małżeńska) o wstąpieniu w związek małżeński, jeżeli czyniąc to znajdują się jednocześnie w obecności kierownika urzędu stanu cywilnego – ewentualnie w obecności duchownego, kiedy zawierają związek małżeński podlegający prawu wewnętrznemu wybranego związku wyznaniowego, oświadczą wolę jednoczesnego zawarcia małżeństwa cywilnego, a kierownik urzędu stanu cywilnego sporządzi następnie akt małżeństwa.
Kodeks rodzinny i opiekuńczy określa dolną granicę wieku dla obojga małżonków na 18 lat, jednakże z ważnych powodów sąd opiekuńczy może zezwolić na zawarcie małżeństwa kobiecie, która ukończyła 16 lat. Kodeks postępowania cywilnego wymaga wniosku zainteresowanej. Kodeks cywilny traktuje małżonkę jako pełnoletnią.

### Prawa i obowiązki małżonków
Zgodnie z art. 23 Kodeksu rodzinnego i opiekuńczego małżonkowie mają równe prawa i obowiązki w małżeństwie. Poprzez zawarcie związku małżeńskiego zobowiązują się do: a) wspólnego pożycia; b) wzajemnej pomocy; c) współdziałania dla dobra rodziny, którą przez swój związek założyli. Ponadto art. 24 k.r.o. stanowi o konieczności wspólnego rozstrzygania o istotnych sprawach rodziny. Jeżeli pomiędzy małżonkami brak jest porozumienia, każde z nich może się zwrócić o rozstrzygnięcie sporu do sądu
Powinowactwo jest to więź prawna, jaka powstaje pomiędzy jednym małżonkiem a krewnymi drugiego małżonka. Trwa ono mimo ustania małżeństwa.
Wyróżnia się prawa i obowiązki małżonków:
- niemajątkowe
  - wspólnego pożycia
  - wzajemnej pomocy
  - wierności
  - współdziałania dla dobra rodziny
- majątkowe
  - przyczynianie się do zaspokajania potrzeb rodziny.

Obowiązek wspólnego pożycia polega na duchowej, fizycznej i gospodarczej łączności małżonków. Wspólne pożycie stanowi naturalny cel małżeństwa i warunkuje urzeczywistnienie jego treści. Jego przejawami są wspólne zamieszkanie, wzajemna lojalność małżonków, uwzględnienie słusznych interesów i uczuć drugiej strony, współżycie płciowe, poszanowanie itd..
Obowiązek wzajemnej pomocy polega nie tylko na pomocy materialnej, lecz również na pomocy moralnej, na wspieraniu poczynań i przezwyciężaniu trudności drugiego małżonka. Obowiązek ten przejawia się szczególnie silnie np. w wypadku choroby małżonka.
Obowiązek wierności dotyczy obojga małżonków. Małżonek, który dopuszcza się zdrady, łamie swoją przysięgę małżeńską, a doprowadziwszy tym do rozwodu, może zostać uznany za wyłącznie winnego rozkładu pożycia małżeńskiego.
Współdziałanie dla dobra rodziny przejawiać się może w przyczynianiu się według sił i możliwości zarobkowych i majątkowych każdego z małżonków do zaspokajania potrzeb rodziny. W szczególności przyczynienie się to może polegać na wspólnym wychowywaniu dzieci oraz na współpracy we wspólnym gospodarstwie domowym. Prawo polskie dopuszcza także model współdziałania, polegający na tym, że jedno z małżonków zarabia na utrzymanie rodziny, a drugie zajmuje się pracą w gospodarstwie domowym.
Obowiązek wspólnego rozstrzygania spraw rodziny stanowi, iż istotne sprawy rodziny muszą być przez małżonków rozstrzygane wspólnie. W zwykłych sprawach rodziny może występować osobno każdy ze małżonków, ale wtedy zobowiązania zaciągnięte przez jednego z nich obciążają solidarnie oboje małżonków.

### Nazwiska małżonków
Każdy małżonek może zdecydować o tym, jakie nazwisko będzie nosił po zawarciu związku małżeńskiego. Stosowne oświadczenie jest składane kierownikowi USC bezpośrednio po zawarciu małżeństwa lub przed sporządzeniem zaświadczenia, o którym mowa w art. 41 § 1 k.r.o.
Stosowne kombinacje możliwości małżonków co do nazwiska, jakie będą nosili po zawarciu małżeństwa, przedstawiają się następująco:
1. mogą nosić wspólne nazwisko, które jest dotychczasowym nazwiskiem jednego z nich,
2. mogą każdy z osobna zachować swoje dotychczasowe nazwisko,
3. mogą połączyć nazwisko małżonka ze swoim nazwiskiem. Po połączeniu nazwisko konkretnej osoby nie może składać się z więcej niż dwóch członów.

Jeżeli małżonkowie nie złożyli stosownych oświadczeń co do swojego nazwiska, każdy z nich pozostaje przy nazwisku dotychczasowym.

### Powinowactwo
Zgodnie z przepisami Kodeksu rodzinnego i opiekuńczego powinowactwo – stosunek prawno rodzinny łączący jednego małżonka z krewnymi drugiego – trwa mimo ustania małżeństwa (ale nie unieważnienia). Linię i stopień powinowactwa określa się według linii i stopnia pokrewieństwa. Zgodnie z art. 14 Kodeksu rodzinnego. powinowactwo w linii prostej jest względną przeszkodą małżeńską (z ważnych powodów sąd może udzielić zgody na takie małżeństwo) (Dz.U. z 2008 r. nr 220, poz. 1431).
Tak jak w przypadku stopni pokrewieństwa, także i różne stopnie powinowactwa miały niegdyś swoje tradycyjnie ustalone nazwy, jednak we współczesnym języku polskim system nazewnictwa uległ znacznemu uproszczeniu; i tak na przykład:
- teść i teściowa oznaczają rodziców współmałżonka (I stopień powinowactwa w linii prostej);
- szwagier oznacza brata współmałżonka albo męża siostry (II stopień powinowactwa w linii bocznej);
- szwagierka oznacza siostrę współmałżonka;
- bratowa oznacza żonę brata.

Powinowactwo zachodzi jedynie między małżonkiem a krewnymi drugiego małżonka (np. wobec siostry żony), nie zachodzi natomiast między małżonkiem a powinowatymi drugiego małżonka (np. wobec szwagra żony). W żargonie prawniczym taki rodzaj relacji nazywany jest zimnym powinowactwem, choć nie zachodzi tutaj powinowactwo w rozumieniu przepisów prawa.

## Przesłanki i przeszkody zawarcia małżeństwa
Przesłanki
- różnica płci
- osobiste stawienie się przed osobą udzielającą ślubu
- złożenie zgodnych oświadczeń
- udział czynnika urzędowego[potrzebny przypis]

Przeszkody
- niski wiek małżonków (przeszkoda wieku)[a]
- ubezwłasnowolnienie[d]
- zaburzenia psychiczne[e]
- niepełnosprawność intelektualna
- bigamia (art. 206 Kodeksu karnego)
- pokrewieństwo
- powinowactwo
- adopcja[potrzebny przypis]

## Szczególne zasady zawierania małżeństwa

### Zawarcie małżeństwa poza urzędem stanu cywilnego
Od 1 marca 2015 r. można zawrzeć związek małżeński poza urzędem stanu cywilnego w okręgu rejestracji stanu cywilnego, w którym jest on właściwy, jeżeli wskazane miejsce zawarcia małżeństwa zapewnia zachowanie uroczystej formy jego zawarcia oraz bezpieczeństwo osób obecnych przy składaniu oświadczeń o wstąpieniu w związek małżeński. Za tę czynność pobierana jest opłata w wysokości 1000 złotych Można także wstąpić w związek małżeński poza urzędem stanu cywilnego, jeśli jest się w stanie zagrożenia życia lub zdrowia lub pozbawionym wolności.

### Zawarcie małżeństwa przed duchownym
Konkordat zawarty między Stolicą Apostolską a Rzecząpospolitą Polską umożliwia zawarcie małżeństwa przed duchownym, a czynność ta wywołuje skutki cywilnoprawne.
Uprawnienia udzielania związku małżeńskiego przysługują w Polsce również innym związkom wyznaniowym.
Duchowny miał obowiązek poinformować nupturientów o treści podstawowych praw dotyczących zawarcia małżeństwa i skutków.
Aby zawrzeć małżeństwo przed duchownym, należy dostarczyć mu, sporządzone przez kierownika urzędu stanu cywilnego zaświadczenie, stwierdzające brak okoliczności, które mogą wyłączać zawarcie małżeństwa. Zaświadczenie takie ważne jest 6 miesięcy od daty wystawienia.
Należy również spełnić łącznie wszystkie poniższe wymagania:
- różnica płci[21] (różnicę płci określa nie tylko wpis do aktu urodzenia, ale faktyczny stan w chwili zawarcia małżeństwa[22])
- jednoczesna obecność nupturientów
- zgodne oświadczenia nupturientów
- udział uprawnionego duchownego
- sporządzenie przez kierownika właściwego Urzędu Stanu Cywilnego aktu małżeństwa.

Małżeństwo zostaje zawarte w chwili złożenia oświadczeń woli przez nupturientów. Dopóki te przesłanki nie zostaną spełnione, oświadczenia woli nie wywołują skutków prawnych.
Po zawarciu małżeństwa, duchowny musi w ciągu 5 dni dostarczyć zaświadczenie zawarcia związku małżeńskiego do urzędu stanu cywilnego, chyba że nastąpi zdarzenie kwalifikowane jako siła wyższa.
Sąd Najwyższy w wyroku z dnia 16 listopada 2005 r. określił, że niedochowanie terminu do przekazania dokumentów do urzędu stanu cywilnego bez wskazania siły wyższej wiąże się z odmową sporządzenia dokumentów zawarcia małżeństwa przez kierownika urzędu stanu cywilnego. Siła wyższa oznacza „zdarzenie pochodzące z zewnątrz, którego nie można było przewidzieć i którego następstwom nie można było zapobiec, mimo dołożenia największej staranności.
Jedną z form dostarczenia jest nadanie przesyłki poleconej w polskiej placówce pocztowej operatora publicznego (np. Poczta Polska).
Z ważnych powodów za zezwoleniem sądu oświadczenie woli może być złożone przez pełnomocnika (per procura).

## Małżeństwa osób tej samej płci w Polsce
W Polsce małżeństwa osób tej samej płci nie są uznawane, choć – jak stwierdził w 2019 r. Wojewódzki Sąd Administracyjny w Warszawie w pisemnym uzasadnieniu wyroku – art. 18 Konstytucji sam w sobie nie stanowiłby przeszkody przy transkrypcji zagranicznego aktu małżeństwa, gdyby w porządku krajowym instytucja małżeństwa jako związku także osób tej samej płci istniała. Ponadto Sąd stwierdził, że ten przepis konstytucji nie zabrania ustawodawcy uregulowania prawnego statusu związków jednopłciowych „które z sobie wiadomych przyczyn nie chcą zawrzeć małżeństwa w jego tradycyjnym rozumieniu”.